# Cătălin Fercu

a Compétitions nationales et continentales officielles uniquement.

b Matchs officiels uniquement.
Dernière mise à jour le 14 juin 2019.
Cătălin Fercu, né le 5 septembre 1986 à Brașov (Roumanie), est un joueur roumain de rugby à XV qui évolue au poste d'arrière ou d'ailier avec la Roumanie et avec les Timisoara Saracens.

## Biographie

### Carrière internationale
Il dispute son premier match avec l'équipe de Roumanie le 19 novembre 2005 contre l'équipe du Canada.
Alors qu'il est sélectionné pour disputer la coupe du monde 2011, il prévient la fédération Roumaine le 26 août 2011 (date du départ en Nouvelle-Zélande) qu'il ne participera pas à cette dernière à cause de sa phobie de l'avion. Il est alors remplacé par Adrian Apostol.

## Palmarès

### En club
- Vainqueur du Championnat de Roumanie en 2005 et 2006 avec le RC Steaua Bucarest.
- Vainqueur du Championnat de Roumanie en 2012 et 2013 avec le RCM Timișoara.

### En sélection nationale
- 107 sélections depuis le 19 novembre 2005 contre l'équipe du Canada.
- 171 points, se décomposant en 33 essais, une pénalité et une transformation.
- En Coupe du monde : 
  - 2007 : 3 matchs (3 comme titulaire)
  - 2015 : 4 matchs (4 comme titulaire)